# Ходжаев, Атаулла (Атаходжа) Пулатходжаевич
Атаулла́ (Атаходжа́) Пулатходжа́евич Ходжа́ев (узб. Otaulla (Otaxoʻja) Poʻlatxoʻjayevich Xoʻjayev) — узбекский советский государственный, политический и общественный деятель.

## Биография
Родился в 1880 году в Бухаре, получил начальное и среднее исламское и светское образование в одном из бухарских медресе. С 1909 года по 1913 год вместе с Усманом Пулатходжаевым и Абдурауфом Фитратом и некоторыми другими бухарскими юношами обучался в Стамбуле. Владел в совершенстве узбекским и турецким языками, позднее выучил русский язык. Состоял в подпольной организации «Тарбияи атфол». После возвращения из учёбы в Бухару, в 1913-1914 годах открыл собственные джадидистские школы, где преподавал, а также писал для своих школ собственные учебники. Из-за своей деятельности, в 1915 году был арестован и заключен в бухарский зиндан по приказу эмира Бухары — Сеид Алим-хана. После освобождения, с 1920 года состоял в подпольном общественно-политическом движении «Миллий иттиход» (Национальный союз), примкнул к движению младобухарцев, которые боролись за свержение монархии в Бухаре. После революции в Бухаре и свержения монархии, стал одним из сооснователей Бухарской Народной Советской Республики.
В октябре 1920 года стал председателем революционного комитета каршинского вилаята (области) БНСР. 12 августа 1921 года комиссия во главе с Атауллой Ходжаевым подписала историческое соглашение о перемирии с некоторыми видными руководителями «басмаческого движения» (Национально-всвободительное движение народов Туркестана). В 1921 году был назначен нази́ром (министром) внутренних дел БНСР, но в конце 1921 года перешёл на работу в Совет назиров (министров) БНСР, став заместителем председателя этого органа. С января по май 1922 года являлся представителем (послом) БНСР в Москве. С августа по ноябрь 1922 года являлся исполняющим обязанности председателя Совета назиров БНСР. Покинул работу в Совете министров БНСР в первой половине 1923 года.
Во второй половине 1923 года был назначен назиром (министром) иностранных дел БНСР. В качестве министра иностранных дел совершал визиты в Москву (РСФСР), Тегеран (Имперское Государство Иран), Кабул (Эмират Афганистан) и Анкару (Турецкая республика). Заключал различные соглашения с руководством этих государств, открывал сафараты (посольства) в некоторых из этих государств.
В первой половине 1924 года по требованию председателя среднеазиатского бюро ЦК ВКП(б) Яна Рудзутака ряд руководителей и министров БНСР были сняты со своих должностей, в том числе Атаулла Ходжаев Абдурауф Фитрат и другие. Отстранённые от должностей отцы-основатели бухарской республики были высланы за пределы БНСР, в Туркестанскую АССР. После национально-территориального размежевания Средней Азии, работал в различных должностях в государственных структурах Узбекской ССР.
В январе 1937 года Атаулла Ходжаев вместе с некоторыми другими (примерно 17 человек) бывшими руководителями бывшей БНСР был арестован, 19 января того же года приговорён к расстрелу и расстрелян в тот же день в Ташкенте. 2 октября 1965 года посмертно реабилитирован ка жертва сталинских репрессий.